# Mount Elie de Beaumont
Der Mount Elie de Beaumont ist ein Berg der Neuseeländischen Alpen im Mount-Cook-Nationalpark und Westland-Nationalpark auf der Südinsel Neuseelands. Der Berg ist 3109 m hoch und damit der nördlichste Dreitausender des Landes.
Er ist durch Julius von Haast nach dem französischen Geologen Léonce Élie de Beaumont benannt worden. Die Erstbesteigung gelang Peter Graham.